# Wydział Prawa Uniwersytetu Michała Römera
Wydział Prawa Uniwersytetu Michała Römera (lit. Mykolo Romerio universiteto Teisės fakultetas) – wydział prawa na litewskim Uniwersytecie Michała Römera (MRU) z siedzibą w Wilnie. Od 2007 dziekanem wydziału jest prof. Egidijus Jarašiūnas, sędzia litewskiego Trybunału Konstytucyjnego w latach 1996–2005. Studia na wydziale trwają 5 lat.

## Struktura wydziału
Liczy 12 katedr, w tym:
- katedrę prawa konstytucyjnego,
- katedrę filozofii i historii prawa,
- katedrę prawa cywilnego i handlowego,
- katedrę prawa gospodarczego,
- katedrę postępowania cywilnego,
- katedrę prawa karnego i kryminologii,
- katedrę postępowania karnego,
- katedrę prawa administracyjnego i postępowania administracyjnego,
- katedrę prawa pracy i ubezpieczeń społecznych,
- katedrę prawa międzynarodowego i prawa UE,
- katedrę prawa zagadnień bioetycznych,
- katedrę porównania prawnego.